# 2023~2024년 남서인도양 사이클론
이 문서는 2023년부터 2024년까지 발생하는 남서인도양에 발생하는 사이클론에 대해 기록하고 있다.

## 통계

### 사이클론 이름
- 활동중인 폭풍은 볼드체 표시, 활동한 폭풍은 기울임체

| - 제1호 사이클론 알바로 (2401) - 제2호 사이클론 벨랄 (2402) - 제3호 사이클론 캔디스 (2403) - 제4호 사이클론 앙그렉 (2404) - 제5호 사이클론 죠웅우 (2405) | - 제6호 사이클론 엘리너 (2406) - 제7호 사이클론 필리포 (2407) - 제8호 사이클론 가마네 (2408) - 제9호 사이클론 히다야 (2409) |

## 같이 보기
- 2023년 태풍
- 2024년 태풍
- 2023년 북인도양 사이클론
- 2024년 북인도양 사이클론
- 2023년 동태평양 허리케인
- 2024년 동태평양 허리케인
- 2023년 북대서양 허리케인
- 2024년 북대서양 허리케인
- 2023~2024년 오스트레일리아 근해 사이클론
- 2023~2024년 남태평양 사이클론